# Comuna Šentilj
Šentilj (Občina Šentilj) este o comună din Slovenia, cu o populație de 8.074 de locuitori (2002).

## Localități
Ceršak, Cirknica, Dražen Vrh, Jurjevski Dol, Kaniža, Kozjak pri Ceršaku, Kresnica, Plodršnica, Selnica ob Muri, Sladki Vrh, Spodnja Velka, Srebotje, Stara Gora pri Šentilju, Svečane, Šentilj v Slovenskih goricah, Šomat, Štrihovec, Trate, Vranji Vrh, Zgornja Velka, Zgornje Dobrenje, Zgornje Gradišče